# Koninklijke Amsterdamsche Zwemclub 1870

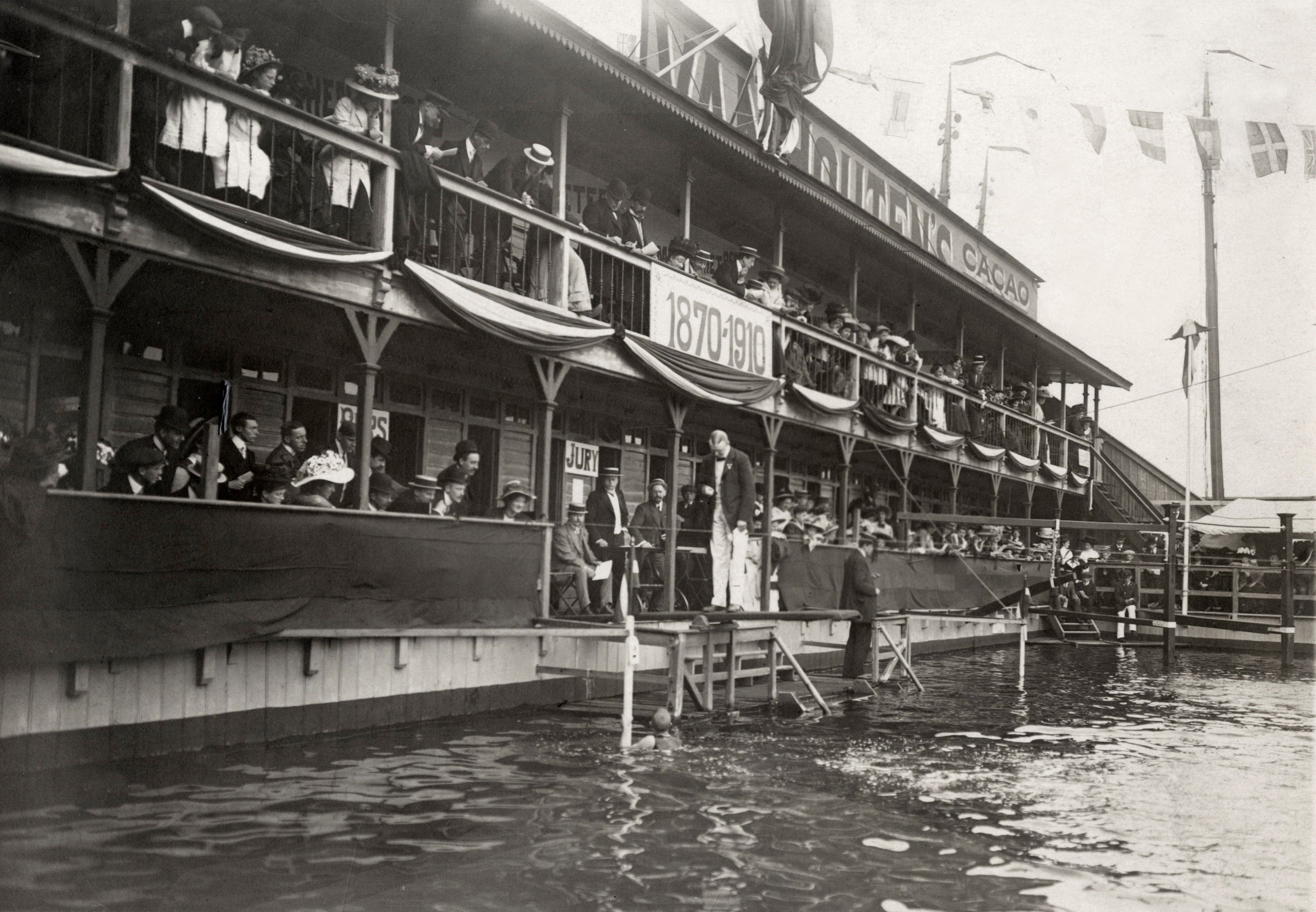
Viering van het 40-jarig bestaan van de Amsterdamsche Zwemclub in 1910

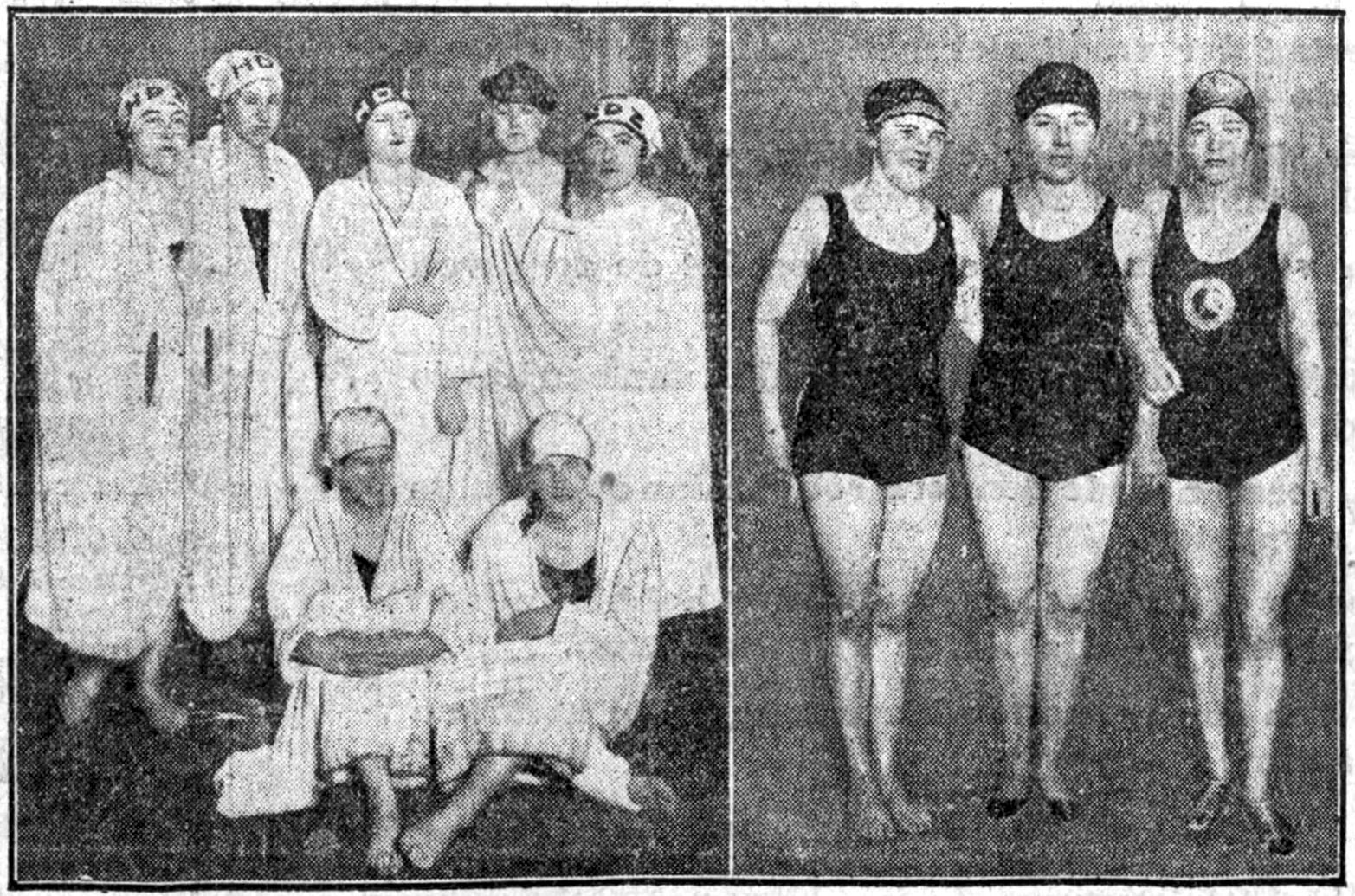
Het zwemfeest der Hollandsche Dames Zwemclub, 1924

Koninklijke Amsterdamsche Zwemclub 1870 (kortweg Kon. AZ 1870) is een Nederlandse zwemvereniging uit Amsterdam. De club is het resultaat van de fusie in 1970 tussen de Amsterdamsche Zwemclub 1870 en de Hollandsche Dames Zwemclub (HDZ) uit 1886. Werd er in de begintijd gezwommen in het IJ (badhuis Obelt), tegenwoordig is de club gevestigd in Amsterdam-Zuidoost en Amsterdam-Noord.
De vereniging organiseert zwemlessen en heeft tevens een afdeling voor de wedstrijdsport wedstrijdzwemmen. In het verleden is er ook een afdeling voor waterpolo en schoonspringen geweest.

## Geschiedenis
De Amsterdamsche Zwemclub is opgericht op 25 juni 1870. Voor deze brede inzet voor de zwemsport maar ook voor haar sociaal en maatschappelijk belang kreeg AZ bij gelegenheid van haar 100-jarig bestaan in 1970 het predicaat Koninklijk toegekend.

## Bekende (oud-)leden
- Johannes Dirk Bloemen
- Chantal Groot
- Anton Harthoorn
- Ton Schmidt